# Phyllis George
Phyllis Ann George, född 25 juni 1949 i Denton i Texas, död 14 maj 2020 i Lexington, Kentucky, var en amerikansk affärskvinna, programledare och skönhetsdrottning. Hon var Miss Texas 1970, Miss America 1971 och Kentuckys första dam 1979–1983. År 1985 var hon nyhetsankare för CBS Morning News.
George var 21 år gammal när hon valdes till Miss America 1971. I tävlingen representerade hon födelsestaten Texas där hon också studerade vid Texas Christian University. Innan hon bytte till TCU hade hon studerat vid University of North Texas. Texas Christian University gav henne ett skönhetsdrottningsstipendium efter att hon hade vunnit Miss Texas.
George var den första kvinnliga programledaren för det amerikanska TV-programmet Candid Camera och den första kvinnliga programledaren för NFL Today Show på CBS. Tre gånger kommenterade hon Super Bowl och sex gånger Rose Bowl.
År 1977 gifte hon sig med filmproducenten Robert Evans. Äktenskapet slutade i skilsmässa året därpå. Därefter gifte hon sig med affärsmannen och politikern John Y. Brown, Jr. Kort efter att ha ingått sitt andra äktenskap blev hon Kentuckys första dam i och med att maken Brown var guvernör mellan 1979 och 1983.
I januari 1985 anställdes George som nyhetsankare för CBS Morning News. Åtta månader senare lämnade hon uppdraget av personliga och professionella skäl.
Äktenskapet med Brown slutade i skilsmässa. Efter skilsmässan blev hon omnämnd som en potentiell senatorskandidat men hon valde att avstå. Som guvernörens hustru hade hon startat stiftelsen Kentucky Art and Craft Foundation. Som affärskvinna marknadsförde hon Chicken by George i elva olika smaker tills hon sålde varumärket år 1988. Vid 51 års ålder gjorde George sin första filmroll, i Släkten är värst (2000). George har också varit programledare för Miss America i flera omgångar.